# Station Carhaix
Station Carhaix is een spoorwegstation in de Franse gemeente Carhaix-Plouguer. Het wordt bediend door treinen van het netwerk TER Bretagne als eindpunt van de lijn uit Guingamp.